# 哥倫比亞—摩洛哥關係
哥伦比亚－摩洛哥关系是指拉丁美洲国家哥伦比亚共和国和非洲国家摩洛哥王国之间的双边关系。兩國均為不結盟運動、77國集團成員國。

## 政治交流
哥伦比亚与摩洛哥均曾经是西班牙殖民帝国的一部分，直到1810年、1956年各自独立。两国于1979年1月1日建交后，哥伦比亚曾经在1986年与摩洛哥宣称拥有主权的有限承认政权撒拉威阿拉伯民主共和国建立邦交，但旋即于2000年断绝外交关系并撤销外交承认，此后哥、摩两国关系友好进展。两国关系亦因为摩洛哥-拉丁美洲論壇等政治交流活动而得到了进一步加强。
2015年9月，在第70屆聯合國大會期间，哥倫比亞外交部長玛丽亚·安赫拉·奥尔古因會見了摩洛哥外交、非洲合作與海外僑民部部长萨拉赫丁·梅祖阿尔。
2018年，摩洛哥众议院议长哈比博·马勒克对哥伦比亚进行了访问，并得到了哥伦比亚总统伊万·杜克的接见。
2019年6月，哥伦比亚外交部长卡洛斯·霍尔姆斯·特鲁希略在两国建交40周年之际访问了摩洛哥，并得到了摩洛哥首相萨阿德丁·奥斯曼尼的接见，卡洛斯也表达了哥伦比亚政府支持摩洛哥領土完整以及西撒哈拉自治計劃的立場，会谈上，两国政府也在打擊極端主義和恐怖主義、氣候變化等國際問題上達成了共識。
2021年，哥伦比亚外交部长克劳迪娅·布卢姆·德巴韦里代表哥伦比亚政府与摩洛哥政府代表摩洛哥外交、非洲合作與海外僑民部部长纳赛尔·布里达簽署了對普通護照持有人互免簽證協議、航空服務協議以及一項關於合作解決世界毒品犯罪問題的諒解備忘錄。
哥伦比亞在拉巴特设有大使馆，而摩洛哥也在波哥大设有大使馆，尚兼辖摩洛哥在厄瓜多尔的相关事务。

## 旅行与簽證

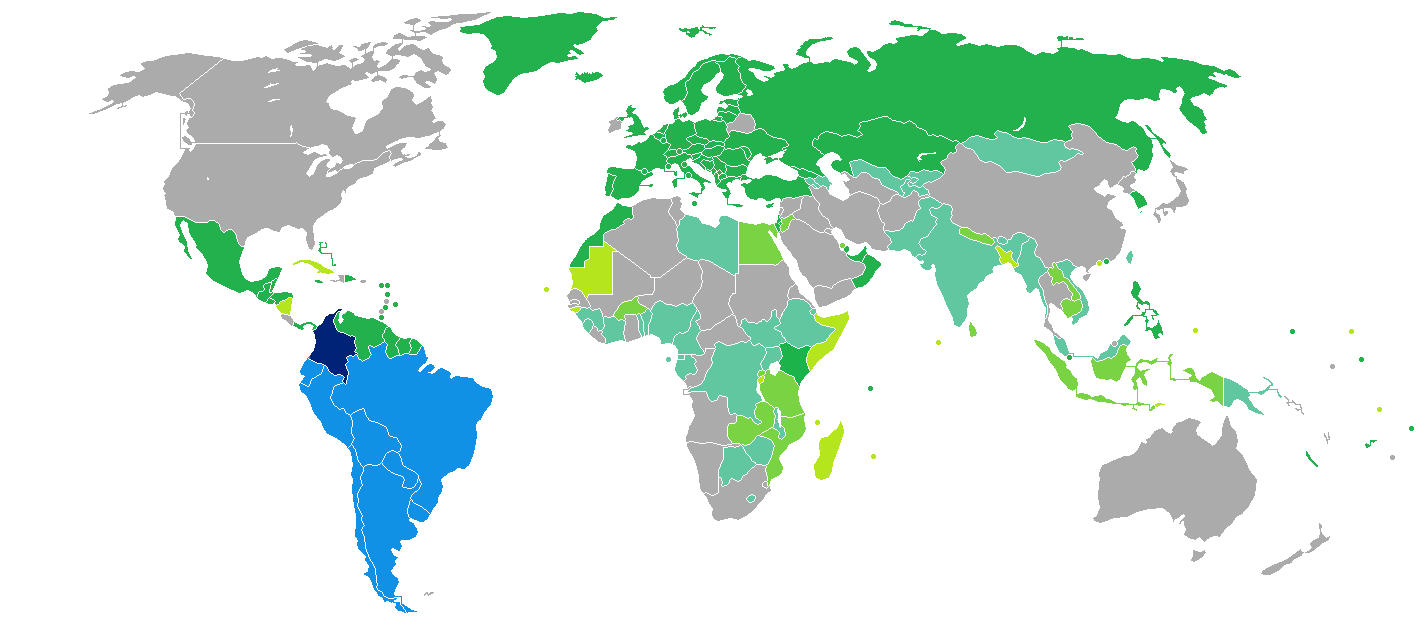
持哥伦比亚护照的哥伦比亞公民簽證要求分布圖：入境摩洛哥可以免签证。

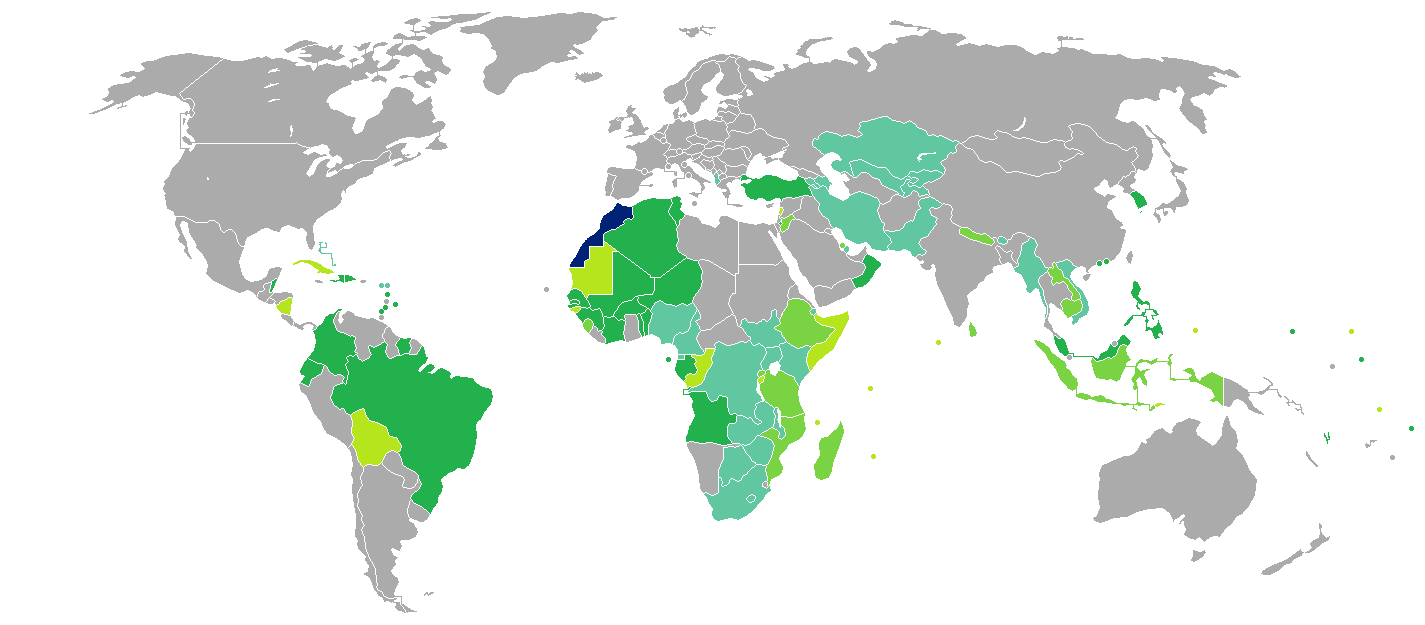
持摩洛哥護照的摩洛哥人口簽證要求分布圖：入境哥伦比亚可以免签证。

持哥伦比亚护照的哥伦比亞公民可以免签证入境摩洛哥，停留不超过90天。
持摩洛哥護照的摩洛哥公民可以免签证入境哥伦比亚，停留不超过90天。

### 事件
1997年6月，互免外交及公務護照簽證。2021年起，互免普通護照簽證。

## 经济交流

### 经贸关系
据經濟複雜性研究中心统计，2020年，哥伦比亚向摩洛哥出口了3520万美元，主要出口型煤、焦炭等产品，摩洛哥亦为哥伦比亚在非洲的第三大出口伙伴，仅次于科特迪瓦与埃及。同年，摩洛哥向哥伦比亚出口了4110万美元，主要出口化肥、磷酸鈣以及服裝等产品，摩洛哥亦为哥伦比亚在非洲的第一大进口伙伴，占哥伦比亚总进口额的0.098%。

## 協定
| 日期   | 簽署                                                 | 備註  |
| ------ | ---------------------------------------------------- | ----- |
| 1991年 | 《哥倫比亞共和國政府和摩洛哥王國政府間文化協定》     | [ 4 ] |
| 1992年 | 《科技合作協議》                                     | [ 4 ] |
| 1995年 | 《貿易協議》                                         | [ 4 ] |
| 1997年 | 《外交及公務護照免簽証協定》                         | [ 4 ] |
| 1997年 | 《政治協商諒解備忘錄》                               | [ 4 ] |
| 2000年 | 《旅遊合作協議》                                     | [ 4 ] |
| 2020年 | 《2020-2022年度技術、科學和文化合作計劃》            | [ 4 ] |
| 2021年 | 《哥倫比亞國際合作署與摩洛哥國際合作署間諒解備忘錄》 | [ 4 ] |
| 2021年 | 《普通護照免簽証協定》                               | [ 4 ] |
| 2021年 | 《航空服务協定》                                     | [ 4 ] |
| 2021年 | 《關於合作解決及應對世界毒品問題的諒解備忘錄》       | [ 4 ] |